# Pipì Room
Pipì Room è un film per la televisione del 2011 scritto e diretto da Jerry Calà. Il film è diviso in undici episodi ed è ambientato nei bagni di tre discoteche milanesi, il Karma di via Fabio Massimo, il Quinte Club di via Cosenz e il Fitzcarraldo a Porta Romana.

## Trama
Nei bagni di alcune delle discoteche più rinomate di Milano si intrecciano le storie di alcune comitive rivali di ventenni meneghini tra alcol, sesso e droga.

## Produzione
Il regista per il titolo del film si è ispirato a dei cartelli visti in dei locali in Inghilterra.
Nel film recita anche il rapper Ensi interpretando un buttafuori del locale.